# Distrito electoral de Norfolk (condado de Madison, Nebraska)
Norfolk (en inglés: Norfolk Precinct) es un distrito electoral ubicado en el condado de Madison en el estado estadounidense de Nebraska. En el Censo de 2010 tenía una población de 1581 habitantes y una densidad poblacional de 20,57 personas por km².

## Geografía
Norfolk se encuentra ubicado en las coordenadas 41°59′55″N 97°23′43″O / 41.99861, -97.39528. Según la Oficina del Censo de los Estados Unidos, Norfolk tiene una superficie total de 76.87 km², de la cual 75.78 km² corresponden a tierra firme y (1.42%) 1.09 km² es agua.

## Demografía
Según el censo de 2010, había 1581 personas residiendo en Norfolk. La densidad de población era de 20,57 hab./km². De los 1581 habitantes, Norfolk estaba compuesto por el 92.28% blancos, el 0.76% eran afroamericanos, el 0.7% eran amerindios, el 0.44% eran asiáticos, el 0% eran isleños del Pacífico, el 5.12% eran de otras razas y el 0.7% pertenecían a dos o más razas. Del total de la población el 9.93% eran hispanos o latinos de cualquier raza.